# Morton (Minnesota)
Amen è un comune degli Stati Uniti d'America, situato nello Stato del Minnesota, nella contea di Renville.